# Pazzi

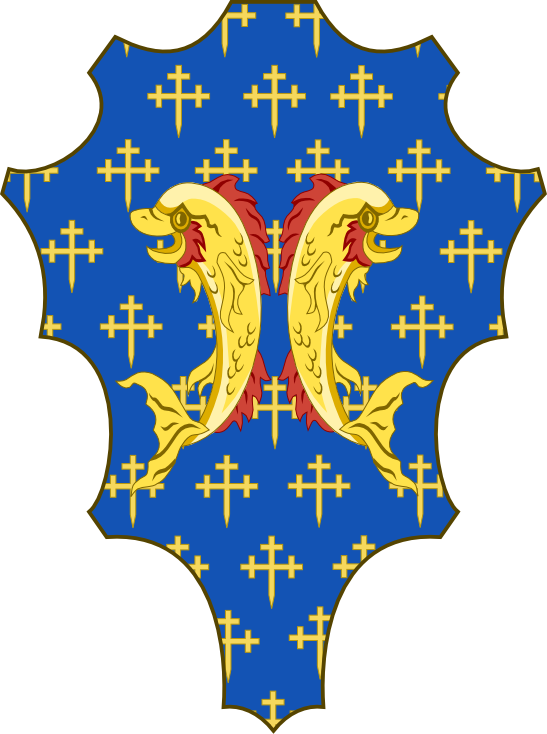
Wappen der Pazzi

Die Pazzi waren eine alte toskanische Adelsfamilie, die im 14. Jahrhundert in Florenz mit Bankgeschäften zu Reichtum gekommen war.

## Geschichte

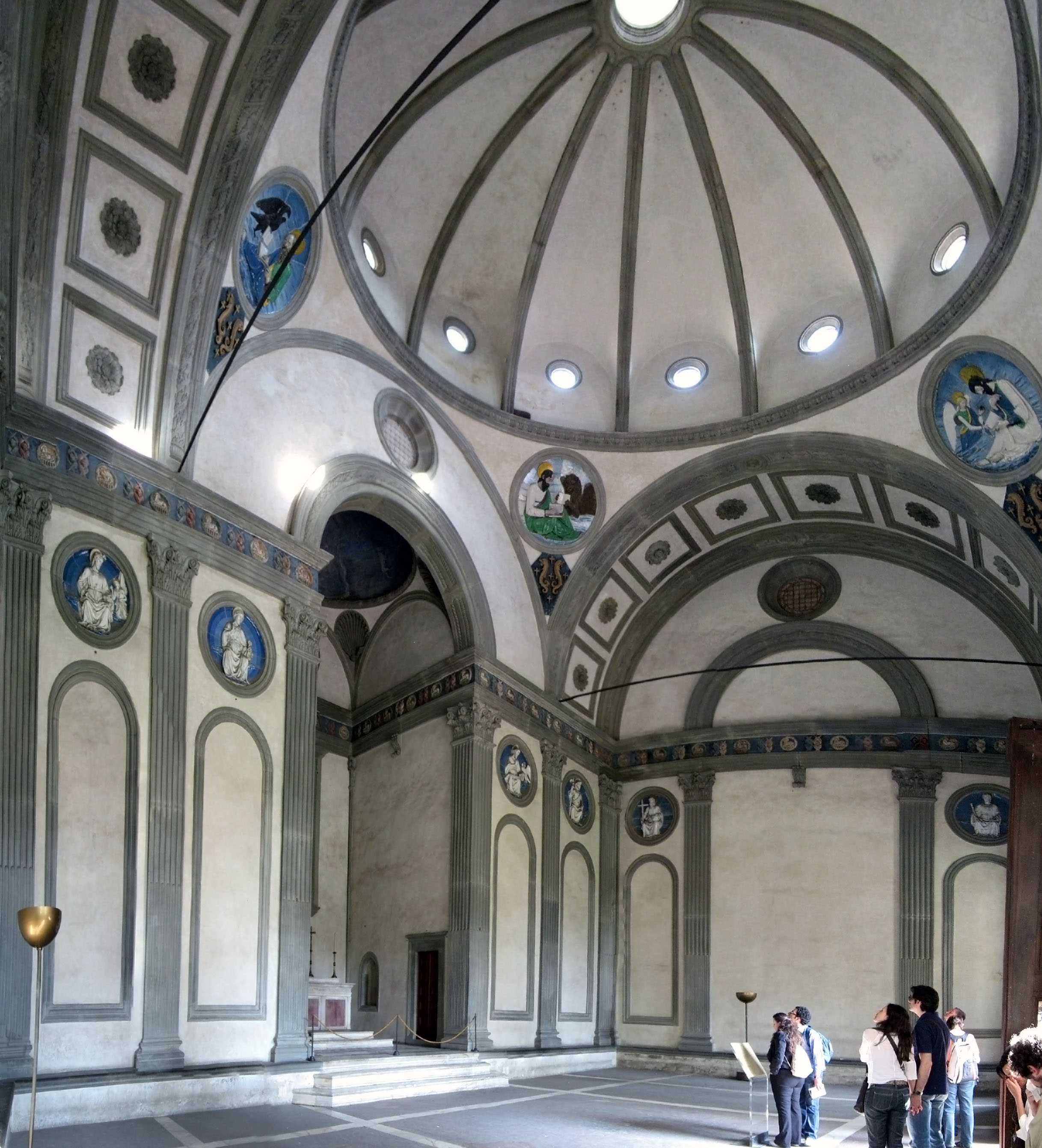
Pazzi-Kapelle, Florenz

Andrea de’ Pazzi war der Auftraggeber von Brunelleschis Kapitelhaus der Franziskaner bei der Kirche Santa Croce, das heute Pazzi-Kapelle heißt.
Am bekanntesten sind die Pazzi jedoch wegen ihrer Beteiligung an der Pazzi-Verschwörung, die das Ziel hatte, Lorenzo il Magnifico und seinen Bruder und Mitregenten Giuliano di Piero de’ Medici zu ermorden. Als Rivalen der herrschenden Medici wollten die Pazzi diese gemeinsam mit Girolamo Riario, einem Neffen von Francesco della Rovere, der als Sixtus IV. Papst war, als faktische Regenten der Toskana ersetzen.
Das Attentat fand am 26. April 1478 statt, ihm fiel jedoch nur Giuliano zum Opfer. Lorenzo überlebte und ließ alle Verschwörer töten. Weitere hundert Männer ließen ihr Leben nur, weil sie entfernte Verwandte waren. Andere schmachteten im Kerker oder mussten ins Exil. Die Geschäftsbücher wurden beschlagnahmt und die Anwesen der Pazzi versiegelt. Doch Lorenzo reichte dies noch nicht und er setzte demütigende Gesetze durch: alle noch freien Pazzi mussten ihren Namen und ihr Familienwappen ablegen und neue wählen. Heiratete ein Florentiner eine Nachfahrin der Pazzi, verlor er automatisch seine Wählbarkeit. Somit machte er es den Frauen der Pazzi-Familie praktisch unmöglich, einen Mann zu heiraten. Sogar die Münzen, die von der Familie Pazzi geprägt worden waren, ließ Lorenzo einschmelzen und Straßen wurden umbenannt. So wollten die Medici ihre Überlegenheit demonstrieren. Einzig an einer Stelle wollte er die Verschwörer verewigt sehen: an den Wänden des Palazzo della Signoria. Dort werden seit Alters her Porträts von Bankrotten und Verbrechern auf die Mauern gemalt, um sie zum Gespött der Mitmenschen zu machen. Lorenzos Auftrag, die Pazzi-Verschwörer so lebensecht wie möglich an die Wände zu malen, ging an Sandro Botticelli.
Die überlebenden Pazzi kehrten nach der Vertreibung der Medici 1494 zurück und wurden sogar rehabilitiert. Von der einst stolzen und mächtigen Familie blieben jedoch nur noch kunstvolle Bauten übrig, denn Lorenzo ließ alle Porträts der Pazzi nach dem Attentat vernichten.
Zur Familie Pazzi gehört auch die heiliggesprochene ekstatische Karmelitin Maria Magdalena de Pazzi (1566–1607).

## Wappen

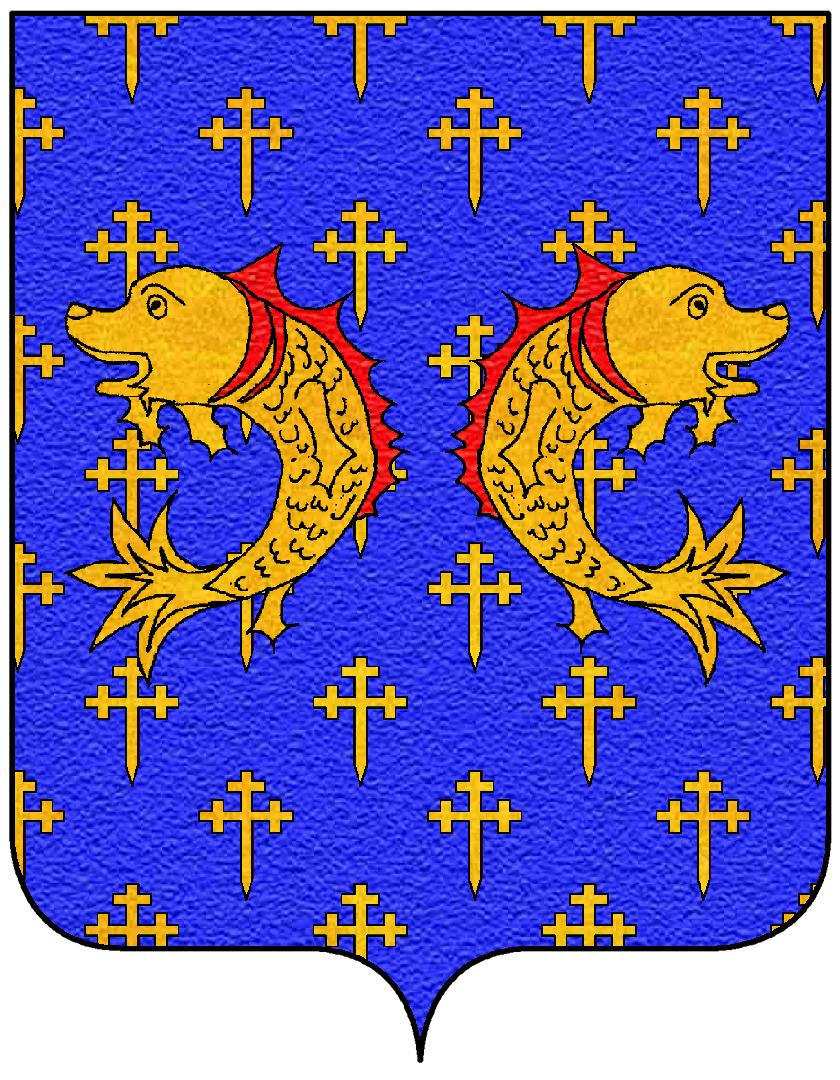
Wappen der Pazzi

Das Wappen zeigt auf blauem Grund, der mit unten zugespitzten goldenen Kreuzchen, deren Arme in Kleeblätter enden, besät ist, zwei abgewendete goldene heraldische Delphine.

## Familienmitglieder
- Francesco de’ Pazzi (1444–1478)
- Guglielmo de’ Pazzi (1437–1516), Politiker
- Vieri de’ Pazzi (1454–1478)
- Maria Magdalena von Pazzi (1566–1607)
- Jacopo de’ Pazzi (1423–1478)